# Gontier de Soignies
Pour les articles homonymes, voir De Soignies.
Gontier de Soignies est un trouvère wallon dont l’activité littéraire s’est déroulée dans les années 1180 – 1220.

## Biographie
Gontier de Soignies est originaire de Soignies dans le Hainaut, mais sa vie est inconnue. Dans son œuvre, il fait allusion à des voyages en France et dans le comté de Bourgogne, ainsi qu’à la protection du comte palatin Othon Ier de Bourgogne.
Une de ses œuvres (Lors que florist la bruiere) est citée dans  Le Roman de la Rose  ou de Guillaume de Dole de Jean Renart, vers 1232-5252.

## Œuvres
Il est l’auteur de chansons d’amour en français, conservées dans plusieurs manuscrits. On lui en attribue 34, mais 27 seulement sont considérées comme étant véritablement de lui. Il pratique le genre de la rotrouenge, poésie lyrique caractérisée par un refrain interne, au milieu ou à la fin de la strophe.
Incipit des principales chansons
- A la joie des oiseaus
- L'an ke li dous chans retentist
- Au tens gent que raverdoie
- Biau m'est quant voi verdir les chans
- Chanter m'estuet de recomens
- Douce amours, ki m'atalente
- Doulerousement comence
- El mois d'esté que li tens rassoage
- Li tans noveaus et la douçors
- Lors que florist la bruiere
- Merci, amors, ore ai mestier
- Quant oi el bruel
- Quant oi tentir et bas et haut
- Quant li tens torne a verdure
- Se li oisiel baisent lor chans
- Tant ai mon chant entrelaissié

## Éditions
- Gontier de Soignies, Il canzoniere, éd. Luciano Formisano, Milan-Naples, 1980.
- Les Chansons de Gontier de Soignies, éd. Terence Newcombe, révisée par H. H. Lucas et Nigel Wilkins, American Institute of Musicology, Neuhausen : Hänssler-Verlag, 1995.